# 勒梅尼勒阿姆洛
勒梅尼勒阿姆洛（法語：Le Mesnil-Amelot，法語發音：[lə menil amlo] ⓘ）是法国法蘭西島大區塞纳-马恩省的一个市镇，属于莫城区。 

## 地理
勒梅尼勒阿姆洛（49°1'7"N, 2°35'31"E）面积9.84 平方千米，位于法国法蘭西島大區塞纳-马恩省，该省份为法国北部内陆省份，北起瓦兹省，西接埃松省、马恩河谷省、塞纳-圣但尼省和瓦兹河谷省，南至卢瓦雷省，东南接约讷省，东临马恩省和奥布省，东北接埃纳省。
与勒梅尼勒阿姆洛接壤的市镇（或旧市镇、城区）包括：旧穆西、蒂约、法兰西地区特朗布莱、莫尔加尔、米特里-莫里。
勒梅尼勒阿姆洛的时区为UTC+01:00、UTC+02:00（夏令时）。

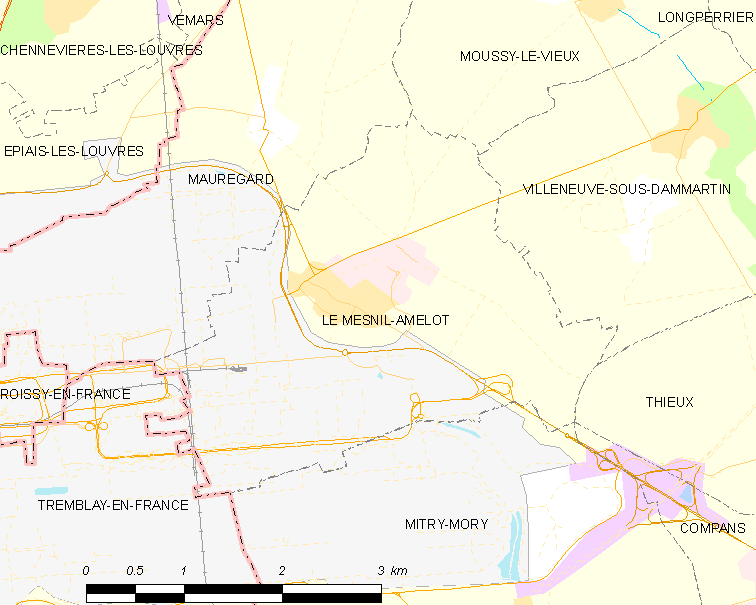
勒梅尼勒阿姆洛的OSM定位图

## 行政
勒梅尼勒阿姆洛的邮政编码为77990，INSEE市镇编码为77291。

## 政治
勒梅尼勒阿姆洛所属的省级选区为米特里-莫里县。

## 人口

1962-2008年间勒梅尼勒阿姆洛人口变化图示

勒梅尼勒阿姆洛于2022年1月1日时的人口数量为992人。